# Conservadorismo progressista
O conservadorismo progressista é uma ideologia política que tenta combinar políticas conservadoras e progressistas. Embora ainda apoie a economia capitalista, ele enfatiza a importância da intervenção governamental para melhorar as condições humanas e ambientais.
O conservadorismo progressista surgiu pela primeira vez na Alemanha e no Reino Unido nas décadas de 1870 e 1880, sob o comando do chanceler Otto von Bismarck e do primeiro-ministro Benjamin Disraeli, respetivamente. O conservadorismo "Uma Nação" de Disraeli tornou-se a principal tradição conservadora progressista no Reino Unido.
No Reino Unido, os primeiros-ministros Disraeli, Stanley Baldwin, Neville Chamberlain, Winston Churchill, Harold Macmillan, David Cameron e Theresa May foram descritos como conservadores progressistas. A Rerum Novarum (1891) da Igreja Católica defende uma doutrina conservadora progressista conhecida como catolicismo social.
Nos Estados Unidos, Theodore Roosevelt foi a principal figura identificada com o conservadorismo progressista como tradição política. Roosevelt afirmou que "sempre acreditou que o progressismo sábio e o conservadorismo sábio andam de mãos dadas". A administração do presidente William Howard Taft foi considerada por alguns como conservadora progressista. Vários líderes europeus, como Angela Merkel, também se alinharam com a política conservadora progressista. Em alguns países, como a Nova Zelândia e a Coreia do Sul, o principal campo conservador é mais progressista em matéria de imigração do que o campo de centro-esquerda.

## Definição histórica

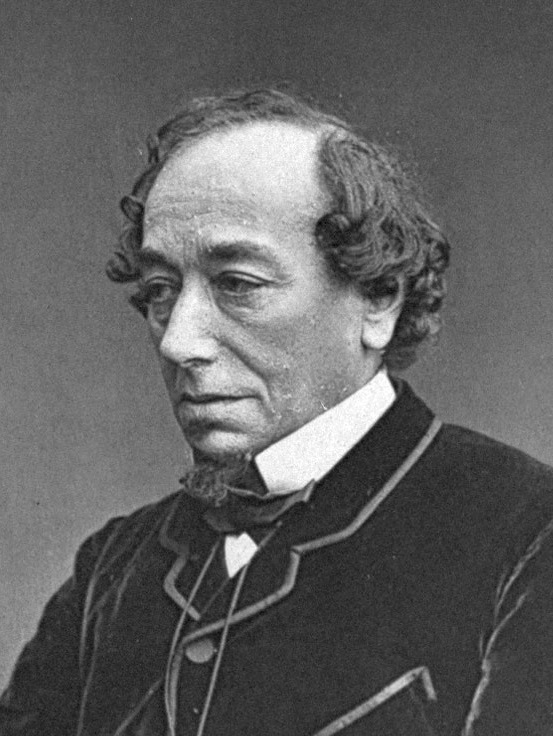
Benjamin Disraeli, um dos expoentes máximos do conservadorismo progressista.

Testemunhando os impactos negativos que as condições de trabalho tiveram sobre as pessoas durante o seu tempo e o crescente fosso entre ricos e pobres, provocadas principalmente pela Revolução Industrial, Disraeli começou a acreditar que mudanças na sociedade eram necessárias para melhorar as condições humanas e ambientais. No entanto, esse progresso precisava ser feito por meio de políticas e pensamento conservadores, a saber, que o governo pode fazer o bem e deve se envolver, mas apenas quando for necessário e dentro de seus próprios meios, sendo um governo limitado, mas obrigatório. A ideia defende que é necessária uma rede de segurança social, mas apenas de forma mínima. A democracia cristã e a Doutrina Social da Igreja promovem alguma forma de conservadorismo progressista, derivado do texto de Rerum novarum. Os conservadores progressistas também acreditam que a mudança instantânea nem sempre é a melhor e às vezes pode ser prejudicial à sociedade; portanto, é necessária uma mudança cautelosa que se encaixa nas tradições políticas e sociais das nações. Assim, o conservadorismo progressista acredita que a intervenção estatal, a estimulação do sentimento comunitário, a ênfase nas normas e valores tradicionais e o paternalismo são o equilíbrio tradicional entre o indivíduo (pessoa) e a comunidade. A elite tradicional e a nova elite (a nobreza e a burguesia emergente, respectivamente) desempenharam um papel importante na defesa de si mesmas como guardiãs do dever tradicional de cuidar dos menos favorecidos (noblesse oblige).

## Pelo mundo
No Reino Unido, políticos descritos como conservadores progressistas incluem: os primeiros ministros Disraeli, Stanley Baldwin, Neville Chamberlain, Winston Churchill, Harold Macmillan, David Cameron, que lançou o Projeto Conservador Progressista em 2009, e Theresa May. Outros líderes europeus, como Angela Merkel, têm se alinhado à política progressista de centro com uma postura conservadora.
Nos Estados Unidos, Theodore Roosevelt foi a principal figura do conservadorismo progressista, assim como William Howard Taft e Dwight D. Eisenhower.
Na Alemanha, o chanceler Leo von Caprivi promoveu um enfoque conservador progressista denominado Neuer Kurs ("Novo Rumo"). Mais recentemente, Angela Merkel tem se alinhado à política progressista de centro com uma postura conservadora.
No Canadá, o principal movimento conservador progressista foi o Partido Progressista Conservador do Canadá desde 1942 até 2003 Os primeiros ministros Arthur Meighen, R. B. Bennett, John Diefenbaker, Joe Clark, Brian Mulroney e Kim Campbell lideraram governos de ideologia conservadora progresista.
Em Itália, a experiência do liberal Giovanni Giolitti ainda é hoje considerada parte integrante do movimento conservador progressista, tanto pelas aberturas sinceras dos católicos (Pacto Gentiloni) e nacionalistas com a guerra colonial na Líbia quanto pela atenção prestada aos socialistas, que buscavam atrair em órbita do governo a fim de remover as massas trabalhadoras das ideologias revolucionárias do maximalismo. Mais recentemente, Luigi Di Maio, do Movimento 5 Estrelas, tem se alinhado à política conservadora progressista por suas posições sobre direitos civis e políticas sociais.

## Situação no espetro ideológico
O conservadorismo progressista ocupa o flanco esquerdo do conservadorismo. De muitas maneiras, a ideologia está em desacordo com o neoliberalismo dos conservadores modernos, preferindo apelar ao comunitarismo, paternalismo e luta por uma rede de segurança social e solidariedade. A busca constante por um equilíbrio entre o indivíduo e a comunidade, progresso e desejo de manter interesses do empregador, e interesses do empregado, faz do conservadorismo progressivo uma ideologia típica do centro político.